# Saskő vára
Saskő vára (szlovákul Šášovský hrad, németül Sachsenstein) az egykori középkori várnak ma már csak romjai vannak  Közép-Szlovákiában, a Besztercebányai kerület Garamszentkereszti járásában, a Garam folyó fölött, Garamszentkereszttől nem messze, melyek Saskőváralja falu fölött magaslanak.

## Története
A néphagyomány szerint a várat a zólyomi várúr építtette udvari bohócának, aki egy vadászaton megmentette az életét. A történelmi források ezt a legendát nem igazolják: levéltári források szerint 1253 előtt a Váncsa (Vancha)-testvérek építették a Garam mentén húzódó útvonal őrzésére és vámszedő helynek. A 14. században királyi birtok lett. 1447-ben a husziták szállták meg, majd 1490-ben a nagylúcsei Dóczy család vásárolta meg Beatrix királynétól. A Dóczyak a várat reneszánsz erődítménnyé alakították. A Thököly-felkelés során, 1677-ben Thököly Imre serege foglalta el és súlyosan megrongálta. A Rákóczi-szabadságharc idején, 1708-ban a várat a császári csapatok lerombolták. A hadászati jelentőségét elvesztett erődítmény ezután pusztulásnak indult, és mára már csak néhány fala maradt fenn.

## Megközelítése
Saskőváraljáról a zöld turistajelzés meredek kapaszkodóján mintegy negyed óra alatt érhető el. A várszikla aljához gépkocsin is eljuthatunk.

## Képgaléria

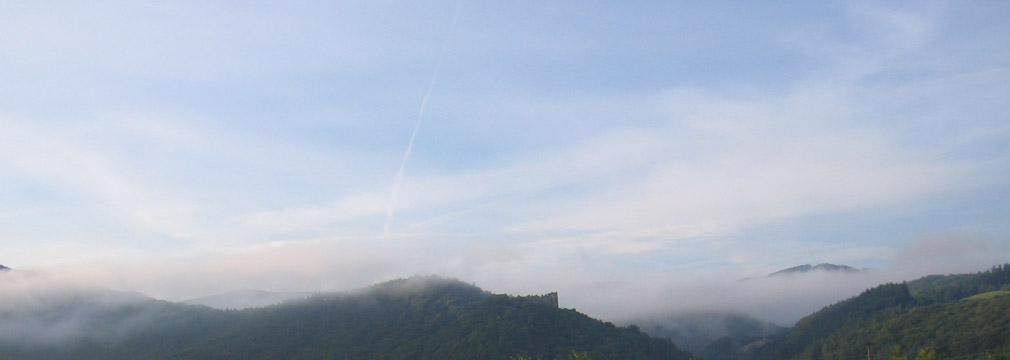
Saskő vára és a Selmeci-hegység
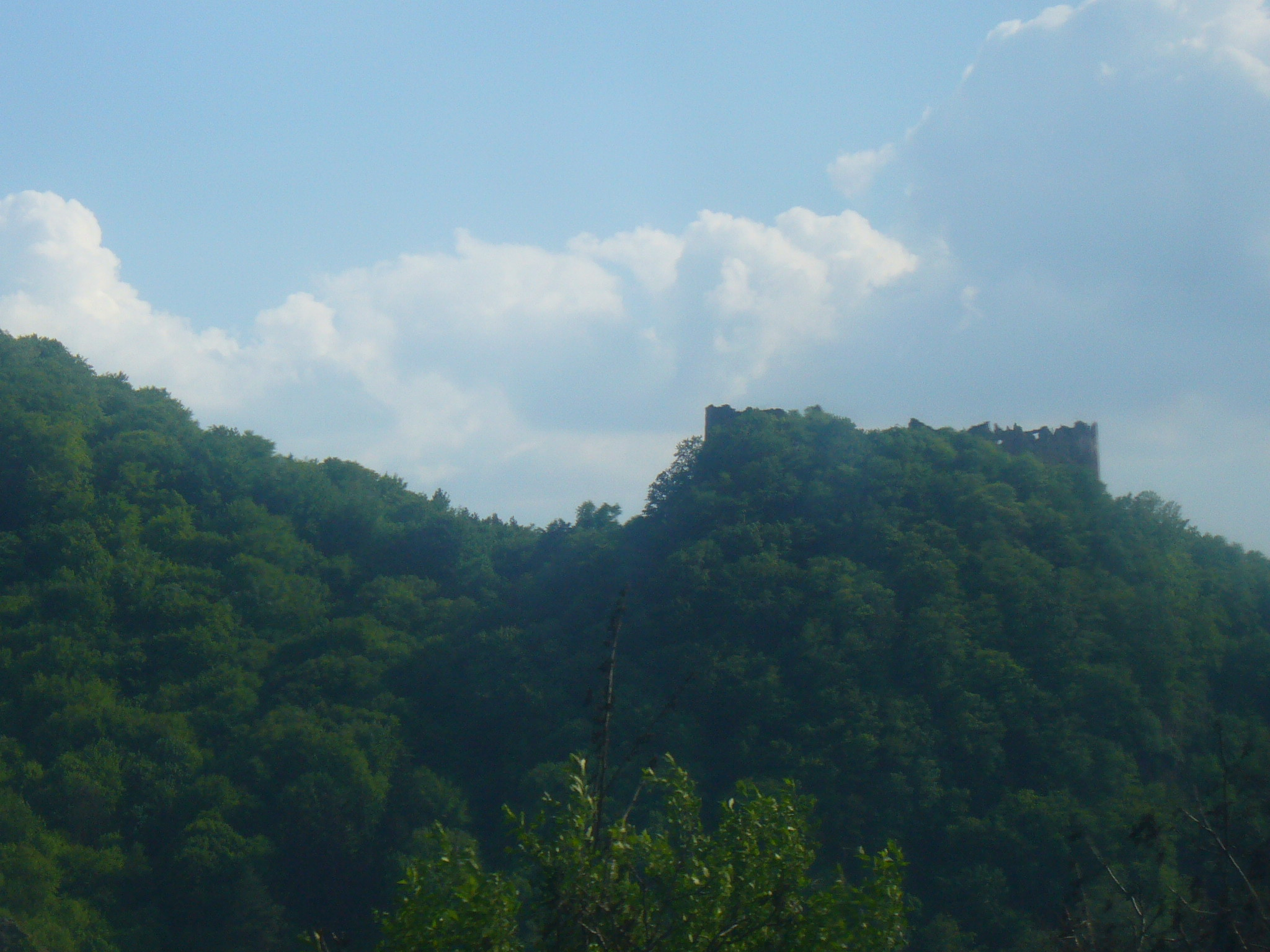
A vár távolról
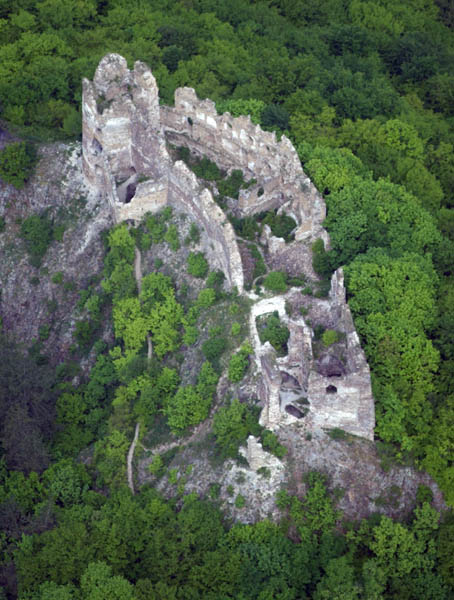
A vár légifotója
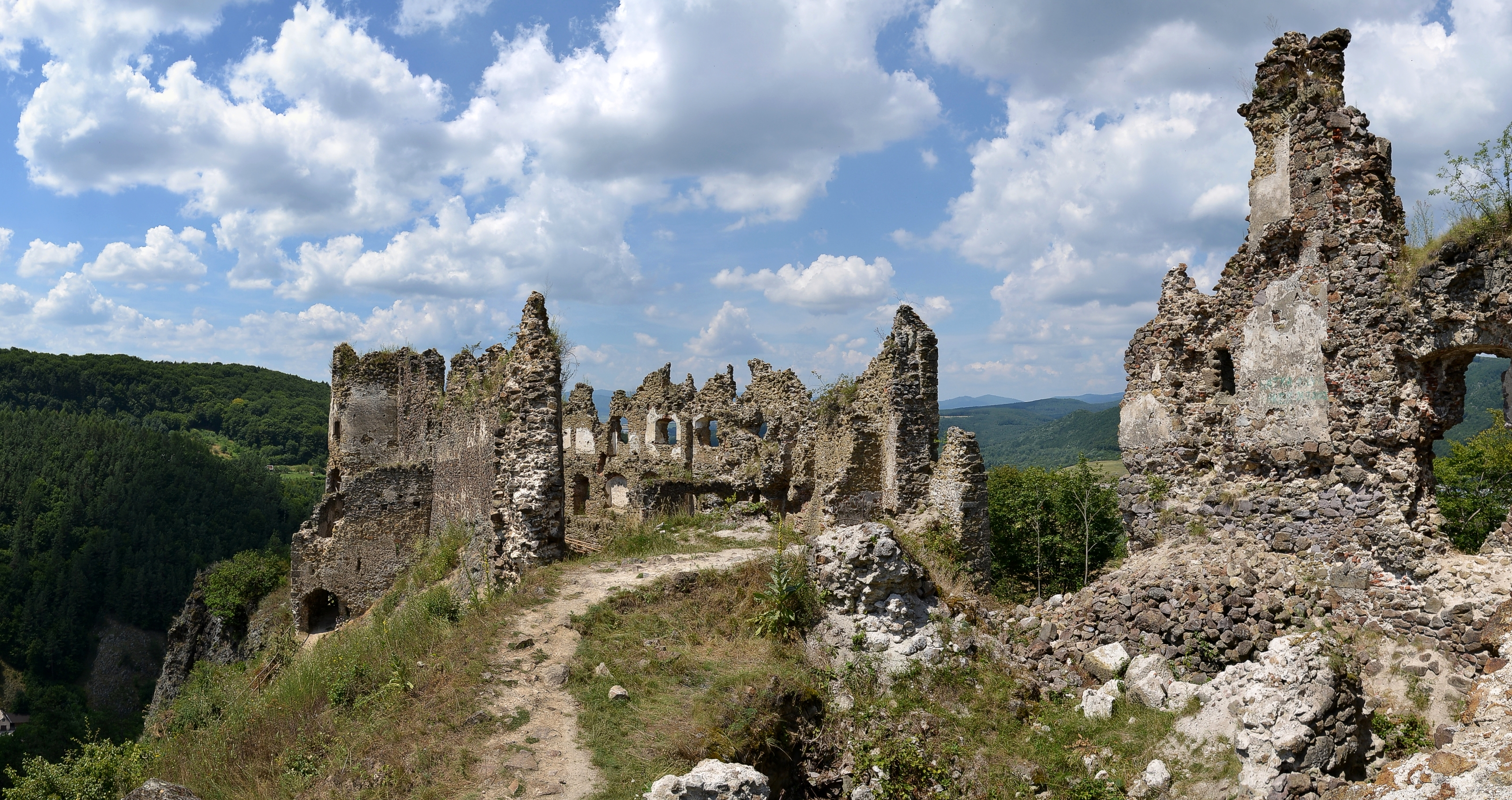
Romos falak